# Computer and Video Games
Computer and Video Games (CVG, C&VG ou C+VG) foi uma revista sobre jogos eletrônicos sediada no Reino Unido, que foi publicada em seu formato original entre 1981 e 2004. O website foi lançado em 1999, encerrando em fevereiro de 2015. Tornou-se a marca de mídia de jogos eletrônicos mais antiga do mundo.

## História

### Revista
Computer and Video Games foi estabelecida em 1981, tornando-se primeira revista britânica de jogos, bem como a primeira revista dedicada a jogos eletrônicos do mundo. Originalmente, era publicada mensalmente entre novembro de 1981 e outubro de 2004; contudo, após esta data, tornou-se exclusivamente baseada online. A revista foi uma das primeiras publicações a capitalizar sobre o crescente mercado de computação doméstica, embora também abrangesse jogos de arcade. A primeira edição apresentou artigos sobre Space Invaders, Chess, Othello e conselhos para aprender programação.
Tinha um ABC típico de 106 mil.

### Website
O website foi lançado em 1999. No início de 2014, o CVG foi reservado para o fechamento pela administração; contudo, recebeu um corte de funcionários em julho. Apesar disso, o fechamento foi anunciada oficialmente em dezembro de 2014 e encerrado em 26 de fevereiro de 2015.

### Canal no Youtube
Até o fechamento da revista, o canal oficial no YouTube fornecia uma variedade de conteúdo relacionado a jogos eletrônicos, oferecendo desde acompanhamentos até notícias sobre consoles e sobre eventos de jogos. Sua segunda série mais longa, GTA V O'Clock, cobriu notícias sobre Grand Theft Auto V e Grand Theft Auto Online, ambos da Rockstar Games, tornou-se uma das poucas publicação convidadas a ver e jogar o jogo antes de seu lançamento para o público em 17 de setembro de 2013 e relançamento para PC, em 14 de abril de 2015.

### CVG Presents
Em 16 de abril de 2008, a revista reapareceu em formato de lançamento bimensal sob o título CVG Presents.